# Gabriel Jars l'aîné
Pour les articles homonymes, voir Gabriel Jars et Jars (homonymie).
Gabriel Jars l'aîné, né le 17 décembre 1729 à Lyon et mort le 2 octobre 1808 à Écully, est un ingénieur et métallurgiste lyonnais, membre de l’Académie des sciences, belles-lettres et arts de Lyon.

## Biographie

### Famille et éducation
Gabriel Jars (dit l'aîné, alors qu'il nait après Antoine Gabriel) est le fils de Gabriel Jars (père), qui est entre autres à l'origine des usines de cuivre de Chessy et propriétaire des mines du Lyonnais, et de Jeanne Marie Valioud. Il est deuxième d’une fratrie de six enfants, dont les trois garçons sont nommés Gabriel. Son cadet Gabriel Jars (dit le jeune) est aussi métallurgiste.
Il épouse Thérèse Barety (1751-1838) en 1770. Leur fils unique, Antoine Gabriel Jars né en 1774, est nommé maire de Lyon par Napoléon en 1815.
Il meurt à Ecully le 2 octobre 1808. 

### Carrière
Il accompagne son jeune frère lors de ses voyages en Allemagne, Belgique et Scandinavie. Il consacre l’essentiel de sa carrière à rendre hommage à celui-ci, mort prématurément à 37 ans, dont il publie les travaux en 1774, sous l'appellation Voyages Metallurgiques.
Il hérite des mines de son père dont il pousse l’exploitation.

### Sociétés savantes
Gabriel Jars l’aîné est élu membre de l’Académie des sciences, belles-lettres et arts de Lyon en 1775. Pendant son siège en tant qu'académicien à Lyon il écrit de nombreux manuscrits sur l'exploitation des mines lyonnaise et sur la métallurgie. 

## Publications
- Jars l’aîné et le jeune, Mémoire sur le charbon de terre dessoufré [...], s.l., s.n., s.d. [1777], 16 p. (cote Bibl. Institut, 4° Rec. HR1 [t. XI, n° 6]) [présenté le 24 janvier 1770]
- Jars l’aîné et le jeune, « Mémoire sur les mines de Norwège », Mém. Savants étrangers (Académie des sciences) 9, 1780, p. 451-469 [présenté en 1772].